# Anísio de Abreu
Anísio de Abreu is een gemeente in de Braziliaanse deelstaat Piauí. De gemeente telt 8.552 inwoners (schatting 2009).